# Scottish Wanderers FC
Der Scottish Wanderers Football Club war ein Fußballklub aus São Paulo im brasilianischen Bundesstaat São Paulo.

## Geschichte
Bereits 1888 begründeten in São Paulo ansässige Briten in einem Lokal nahe dem Zentrum der Stadt einen Verein zwecks Ausübung des Cricket und der gemeinsamen Freizeitgestaltung den São Paulo Athletic Club (SPAC). Der in Brasilien geborene Charles William Miller kehrte 1894 im Alter von 19 Jahren von seiner Schulausbildung in England nach São Paulo zurück und engagierte sich schon bald beim Verein. 1895 brachte er sowohl Rugby als auch Fußball in das Repertoire des Vereins ein. Beim SPAC wurde er 1902 zum Mitinitiator der ersten Fußball-Meisterschaft von São Paulo und damit Brasiliens, der Staatsmeisterschaft von São Paulo. Von 1902 bis 1912 trat der Klub ohne Unterbrechung bei der Meisterschaft an und konnte diese vier Mal gewinnen (1902, 1903, 1904, 1911). Aufgrund der sich langsam einschleichenden Professionalisierung des Fußballs in São Paulo beschloss der Verein, sich von diesem Sport zurückzuziehen, da er sich in seinen Statuten dem reinen Amateursport verschrieben hat.
Mitglieder der schottischen Kolonie, die den Rückzug des SPAC nicht akzeptierten, beschlossen, den Scottish Wanderers Football Club zu gründen, eine Mannschaft aus ihren eigenen Reihen. So wurde unter der Leitung des schottischen Trainers und Spielers Archie McLean, eines Angestellten der J. & P. Coats, die Wanderers gegründet. Die Scottish Wanderers trugen blaue Trikots mit einem weißen Löwen als Wappen, welcher dem des Wappens des schottischen Königs nach empfunden war, und setzten hauptsächlich schottische Arbeiter aus Sao Paulo ein.
Zu dieser Zeit war der Fußball von São Paulo in zwei Ligen aufgeteilt, die von Verbänden organisiert wurden, die nach Hegemonie strebten. Diese Verbände, die auf ihr Wachstum bedacht waren, nahmen jedes Jahr neue Mitglieder auf, und die Wanderers wurden noch im Jahr ihrer Gründung von der Associação Paulista de Esportes Atléticos (APEA) aufgenommen, um an deren Version der Staatsmeisterschaft teilzunehmen. Sein erstes Spiel bestritt der Klub am 5. April 1914. Man trat beim CA Ypiranga an und verlor sein Auftaktspiel mit 1:3. Am Ende der Meisterschaft belegten die Wanderers den fünften Platz bei sechs Mitgliedern. Die Bilanz war zwei Siege und ein Unentschieden in zehn Spielen bei 13:23 Toren. Auch die Bilanz im Folgejahr war kaum besser, mit identischer Platzierung und nur ein Unentschieden mehr bei 15:27 Toren.
Kurz vor Beginn der Staatsmeisterschaft 1916 kam es zu einem Skandal. Der Amateurstatus wurde zu der Zeit noch hochgehalten. Dieses wurde durch viele Klubs umgangen, indem Firmen die Spieler einstellten und ihnen ein Gehalt zahlten. Dieses Praxis war bekannt, aber nicht illegal nach den Stuten der Verbände. Die Spielern der Wanderers nahmen an diesem System nicht teil.
Unzufrieden damit, nicht in die Mannschaft aufgenommen worden zu sein, prangerte ein Spieler das System an, das die Wanderers am Leben hielt. Nach jedem Spiel wurde der Betrag aus dem Ticketverkauf nicht für die allgemeinen Ausgaben des Vereins bestimmt, sondern unter den Athleten aufgeteilt, die am Mackenzie College studierten. Diese konfigurierte Professionalität hatte auch SPAC dazu veranlasst, den Fußball aufzugeben. Nachdem die Unregelmäßigkeit bewiesen war, wurden die Wanderers aus der APEA ausgeschlossen. Ein paar Tage später löste sich der Klub auf und die SE Palmeiras, damals noch als Società Palestra Italia, nahm deren Platz ein.

## Teilnahme an Fußballwettbewerben
| Wettbewerb                  | Teilnahmen     |
| --------------------------- | -------------- |
| Staatsmeisterschaft Série A | 2× – 1914–1915 |